# The LM/DC Tour
Il The LM/DC Tour (abbreviazione di The Lea Michele & Darren Criss Tour)  è stato il secondo tour mondiale della cantautrice e attrice statunitense Lea Michele insieme all'attore e musicista Darren Criss a supporto degli album Louder e Places (Michele) e degli EP Human e Homework (Criss).
Il tour è iniziato il 30 maggio 2018 a Nashville ed è terminato il 7 dicembre dello stesso anno a Birmingham.

## Antefatti
Il 9 aprile 2018, Lea Michele e Darren Criss annunciano, all'Ellen Show, che sarebbero andati in tour insieme e che avrebbero cantato i brani dai loro album da solisti, dei duetti da Glee e dei classici di Broadway.

## Scaletta
Questa scaletta rappresenta quella del concerto del 2 giugno 2018, a Pittsburgh.
1. "Broadway Baby" (Lea e Darren)
2. "Suddenly Seymour" (Lea e Darren)
3. "Falling Slowly" (Lea e Darren)
4. "Cannonball" (Lea)
5. "Battlefield" (Lea)
6. "Don't Rain on My Parade" (Lea)
7. "Maybe This Time" (Lea)
8. "Poker Face" (Lea)
9. "The Edge of Glory" (Lea)
10. "Glitter in the Air" (Lea)
11. "Run to You" (Lea)
12. "Getaway Car" (Lea e Darren)
13. "Cough Syrup" (Darren)
14. "Hopelessly Devoted to You" (Darren)
15. "Going Nowhere" (Darren)
16. "I Don't Mind" (Darren)
17. "I Dreamed a Dream" (Darren)
18. "Genie in a Bottle" (Darren)
19. "Foolish Thing" (Darren)
20. "Not Alone" (Darren)
21. "Teenage Dream" (Darren)
22. "The Coolest Girl" (Lea e Darren)
23. "This Time" (Lea e Darren)
24. "Don't You Want Me" (Lea e Darren)
25. "Make You Feel My Love" (Lea e Darren)

Nella tappa di Las Vegas, il 26 ottobre 2018, Lea Michele e Darren Criss hanno eseguito Shallow.

## Date del tour
| Data             | Città          | Stato        | Luogo                         | Biglietti venduti/ Biglietti disponibili | Incasso      |
| Nord America     | Nord America   | Nord America | Nord America                  | Nord America                             | Nord America |
| ---------------- | -------------- | ------------ | ----------------------------- | ---------------------------------------- | ------------ |
| 30 maggio 2018   | Nashville      | Stati Uniti  | Ryman Auditorium              | 2,263/ 2,263                             | $137,617     |
| 31 maggio 2018   | Cincinnati     | Stati Uniti  | Taft Theatre                  | N.D.                                     | N.D.         |
| 2 giugno 2018    | Pittsburgh     | Stati Uniti  | Benedum Center                | N.D.                                     | N.D.         |
| 3 giugno 2018    | Washington     | Stati Uniti  | Kennedy Center                | N.D.                                     | N.D.         |
| 5 giugno 2018    | Indianapolis   | Stati Uniti  | Murat Theatre                 | N.D.                                     | N.D.         |
| 6 giugno 2018    | Columbus       | Stati Uniti  | Ohio Theatre                  | N.D.                                     | $132,382     |
| 8 giugno 2018    | Easton         | Stati Uniti  | State Theatre                 | N.D.                                     | N.D.         |
| 9 giugno 2018    | Newark         | Stati Uniti  | Prudential Hall               | N.D.                                     | N.D.         |
| 10 giugno 2018   | Toronto        | Canada       | Sony Centre                   | N.D.                                     | N.D.         |
| 26 giugno 2018   | Chicago        | Stati Uniti  | Chicago Theatre               | N.D.                                     | N.D.         |
| 27 giugno 2018   | Saint Louis    | Stati Uniti  | Stifel Theatre                | N.D.                                     | N.D.         |
| 29 giugno 2018   | Atlanta        | Stati Uniti  | John A. Williams Theatre      | 1,774/ 2,236                             | $121,591     |
| 30 giugno 2018   | Durham         | Stati Uniti  | Durham Art Center             | N.D.                                     | N.D.         |
| 1 luglio 2018    | Charlotte      | Stati Uniti  | Ovens Auditorioum             | N.D.                                     | N.D.         |
| 26 ottobre 2018  | Las Vegas      | Stati Uniti  | Cosmopolitan Las Vegas        | N.D.                                     | N.D.         |
| 27 ottobre 2018  | Salt Lake City | Stati Uniti  | Eccles Theater                | N.D.                                     | N.D.         |
| 29 ottobre 2018  | San Francisco  | Stati Uniti  | SF Masonic Auditorium         | N.D.                                     | N.D.         |
| 30 ottobre 2018  | San Jose       | Stati Uniti  | San Jose Center               | N.D.                                     | N.D.         |
| 1 novembre 2018  | San Diego      | Stati Uniti  | Humphreys Concerts by the Bay | N.D.                                     | N.D.         |
| 2 novembre 2018  | Costa Mesa     | Stati Uniti  | Segerstrom Center of the Arts | N.D.                                     | N.D.         |
| 3 novembre 2018  | Phoenix        | Stati Uniti  | Gammage Auditorium            | N.D.                                     | N.D.         |
| 5 novembre 2018  | Los Angeles    | Stati Uniti  | Ace Hotel                     | N.D.                                     | N.D.         |
| Europa           |                |              |                               |                                          |              |
| 29 novembre 2018 | Dublino        | Irlanda      | Vicar Street                  | N.D.                                     | N.D.         |
| 1 dicembre 2018  | Brighton       | Regno Unito  | Brighton Centre               | N.D.                                     | N.D.         |
| 2 dicembre 2018  | Londra         | Regno Unito  | Eventim Apollo                | N.D.                                     | N.D.         |
| 4 dicembre 2018  | Glasgow        | Regno Unito  | SEC Armadillo                 | N.D.                                     | N.D.         |
| 5 dicembre 2018  | Manchester     | Regno Unito  | O2 Apollo                     | N.D.                                     | N.D.         |
| 8 dicembre 2018  | Birmingham     | Regno Unito  | Arena Birmingham              | N.D.                                     | N.D.         |